# ドミニオン・エナジー

企業ロゴ

ドミニオン・エナジー（英: Dominion Energy, Inc.）は、電力およびガス会社を傘下に保有するアメリカ合衆国の持株会社。バージニア州・リッチモンドに本拠を置き、18の州で事業を展開している。ニューヨーク証券取引所上場企業（NYSE: D）。

## 沿革
ドミニオン・エナジーのルーツは、バージニア州および周辺の州で運河や水力発電を運営していた前身の会社を通じて植民地時代に遡るが、1909年に鉄道の運営および電力・ガスの供給を行うVirginia Railway and Power Companyが設立され、地域住民および企業への電力供給を行う大組織となった。1925年にストーン・アンド・ウェブスターの資本下となり、フレデリックスバーグのSpotsylvania Power Companyと合併しVirginia Electric and Power Companyとなった。VEPCOと通称された同社は、1947年にストーン・アンド・ウェブスターの資本下を離れて以降は独立した株式会社として成長、非規制分野の新たなエネルギー事業の機会を得る目的で1983年に持株会社のドミニオン・リソーシズ（Dominion Resources, Inc.）が設立され、傘下にエネルギー事業を行う子会社を置く形態となった。
2000年にスタンダード・オイルの後身企業の一つであるConsolidated Natural Gasを買収、2000年代を通じて事業整理が行われたが、2016年にユタ州のQuestar Corporationを買収しアメリカ中西部に進出、2017年2月に現社名への変更を実施、2019年1月にはサウスカロライナ州に拠点を置くスキャナ・コーポレーションの買収を完了し、事業拡大を続けている。
ドミニオン・エナジーの電源割合としては、原子力発電とLNGによる発電が各4割前後で拮抗しており、原子力発電を重要電源として維持する一方、LNGによる発電の割合を増加させ、かつて最大の割合であった石炭火力による発電に取って替わる方針を取っている。再生可能エネルギーの割合は4％である。

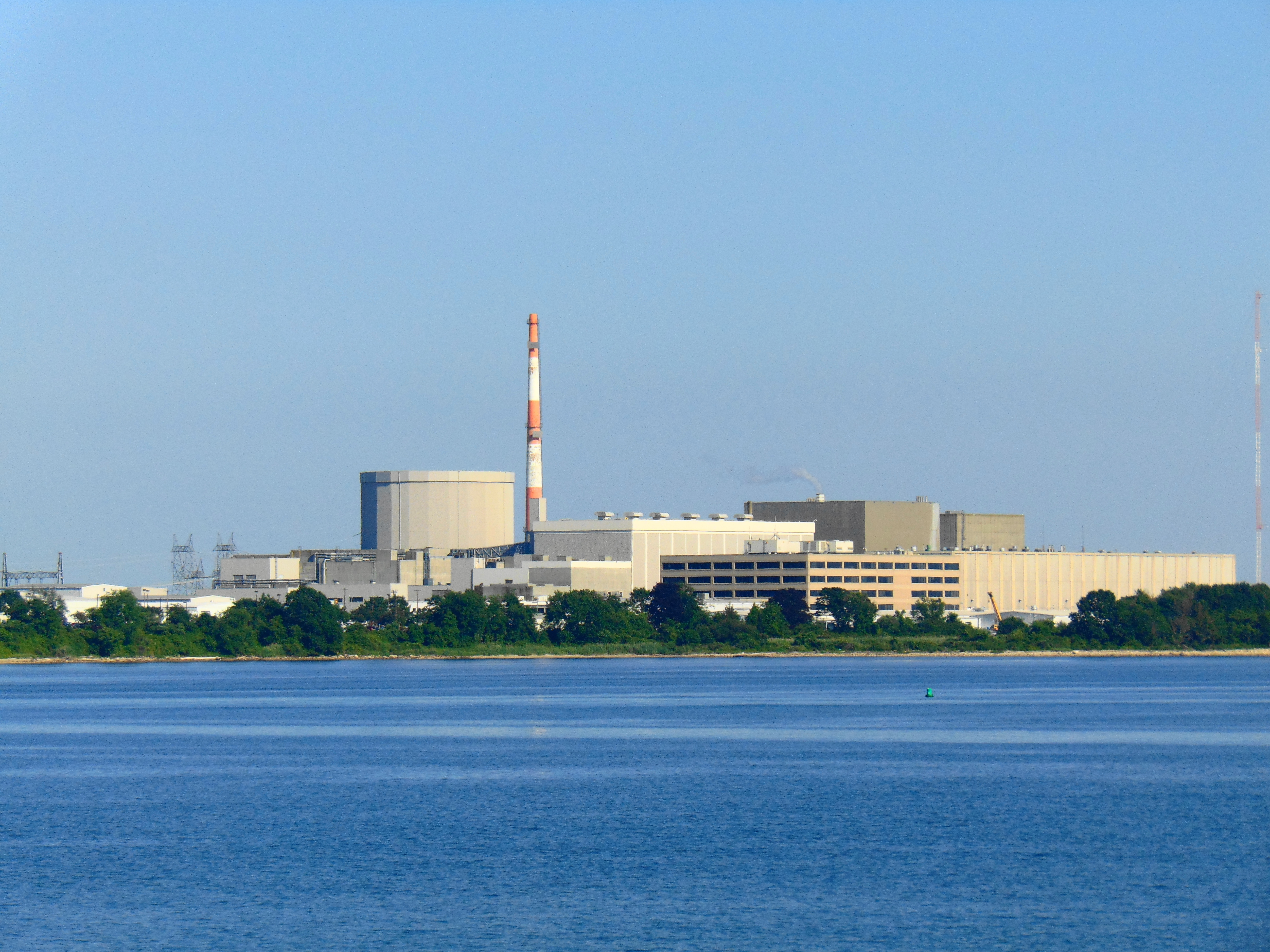
ミルストン原子力発電所（コネチカット州）
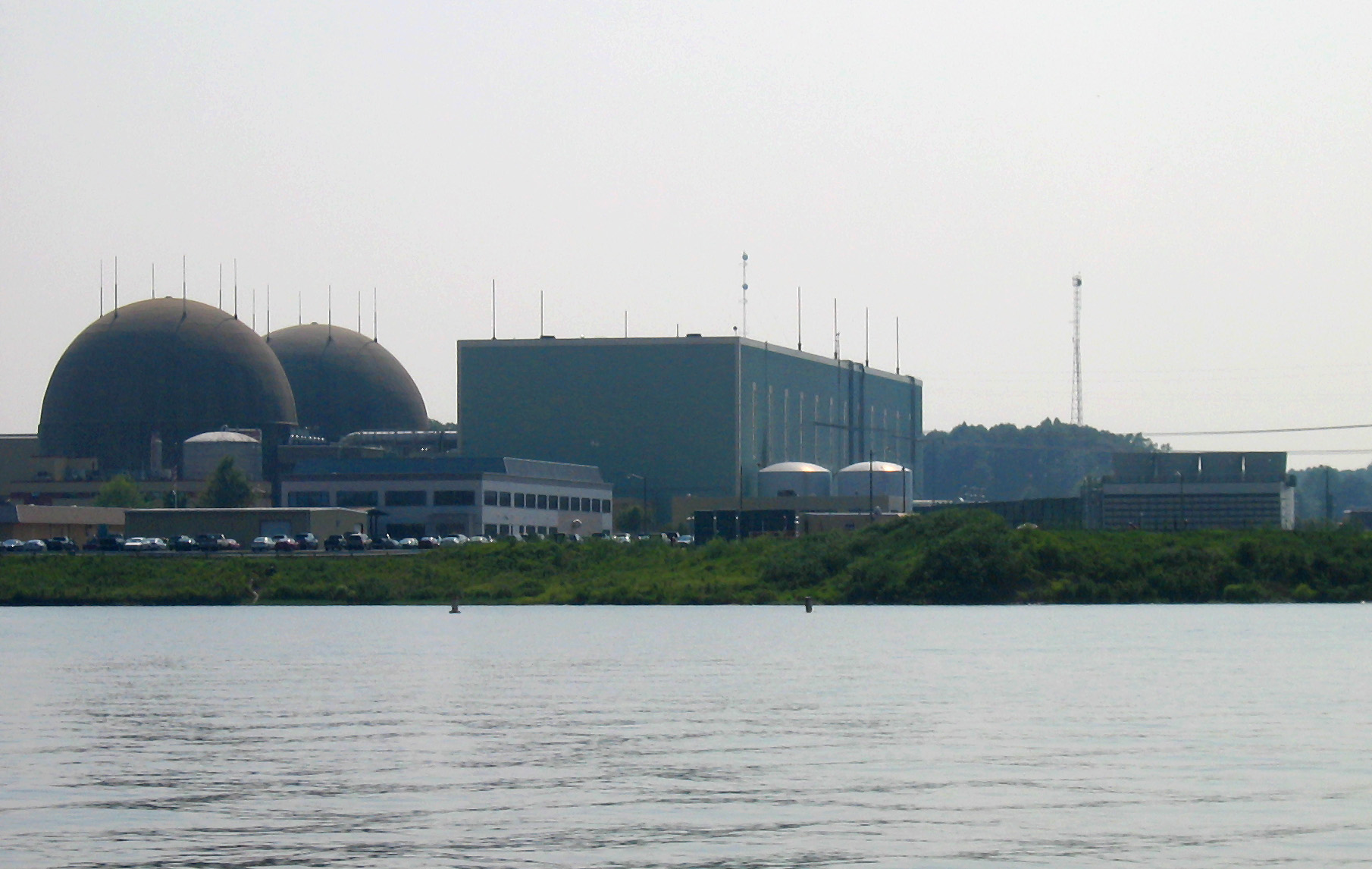
ノースアンナ原子力発電所（バージニア州）
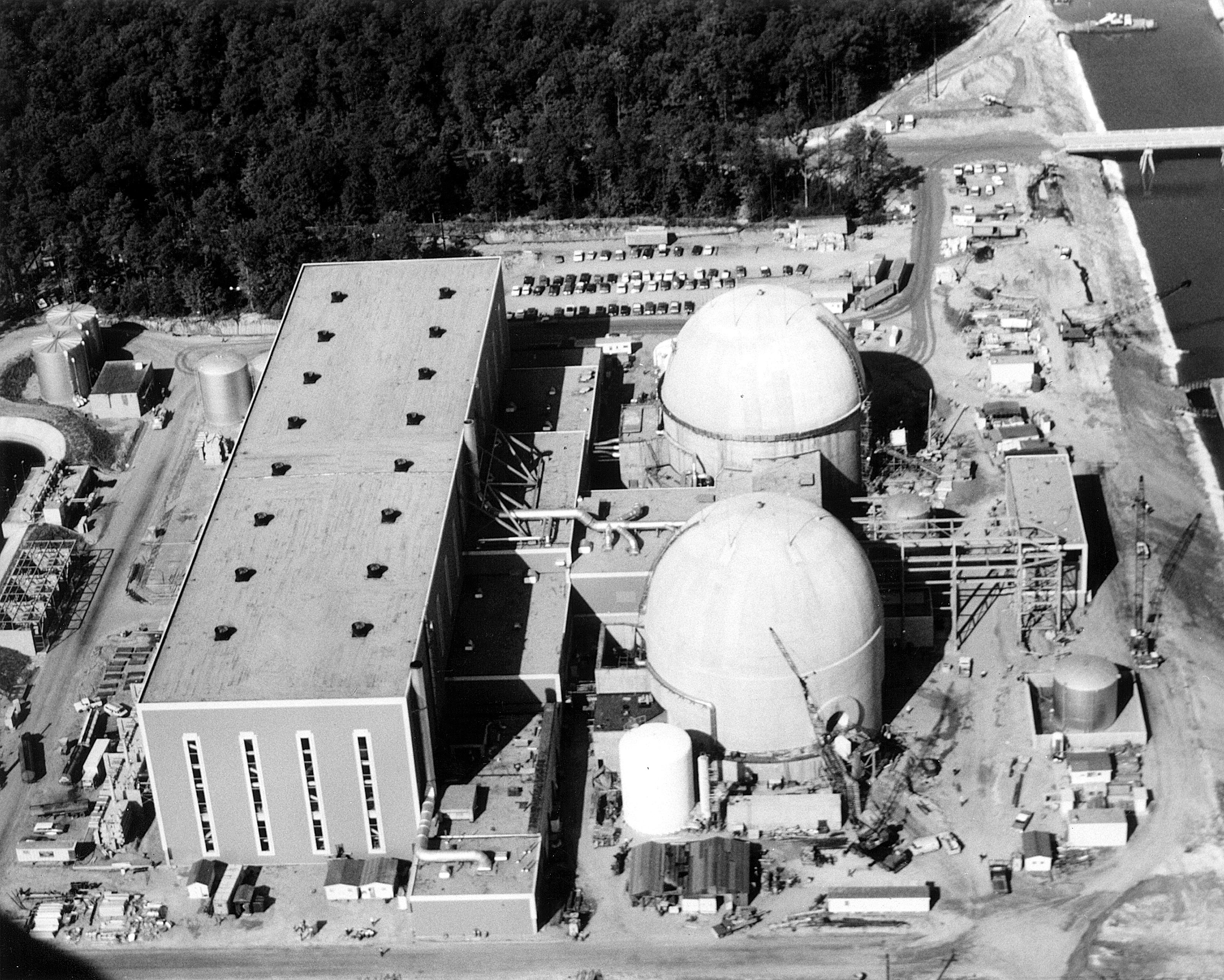
サリー原子力発電所（バージニア州）
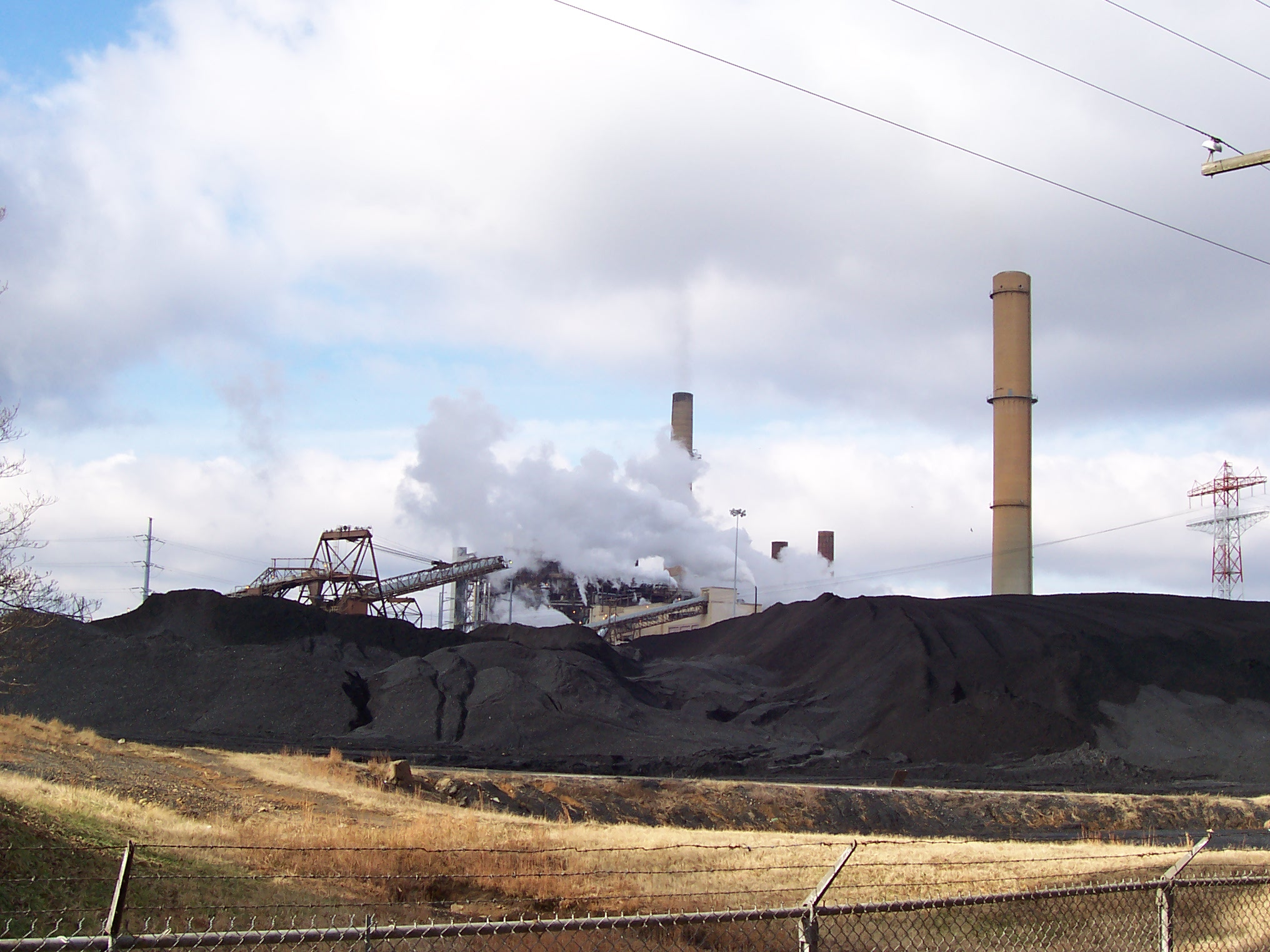
チェストフィールド火力発電所（バージニア州）